# Вторая промышленная революция

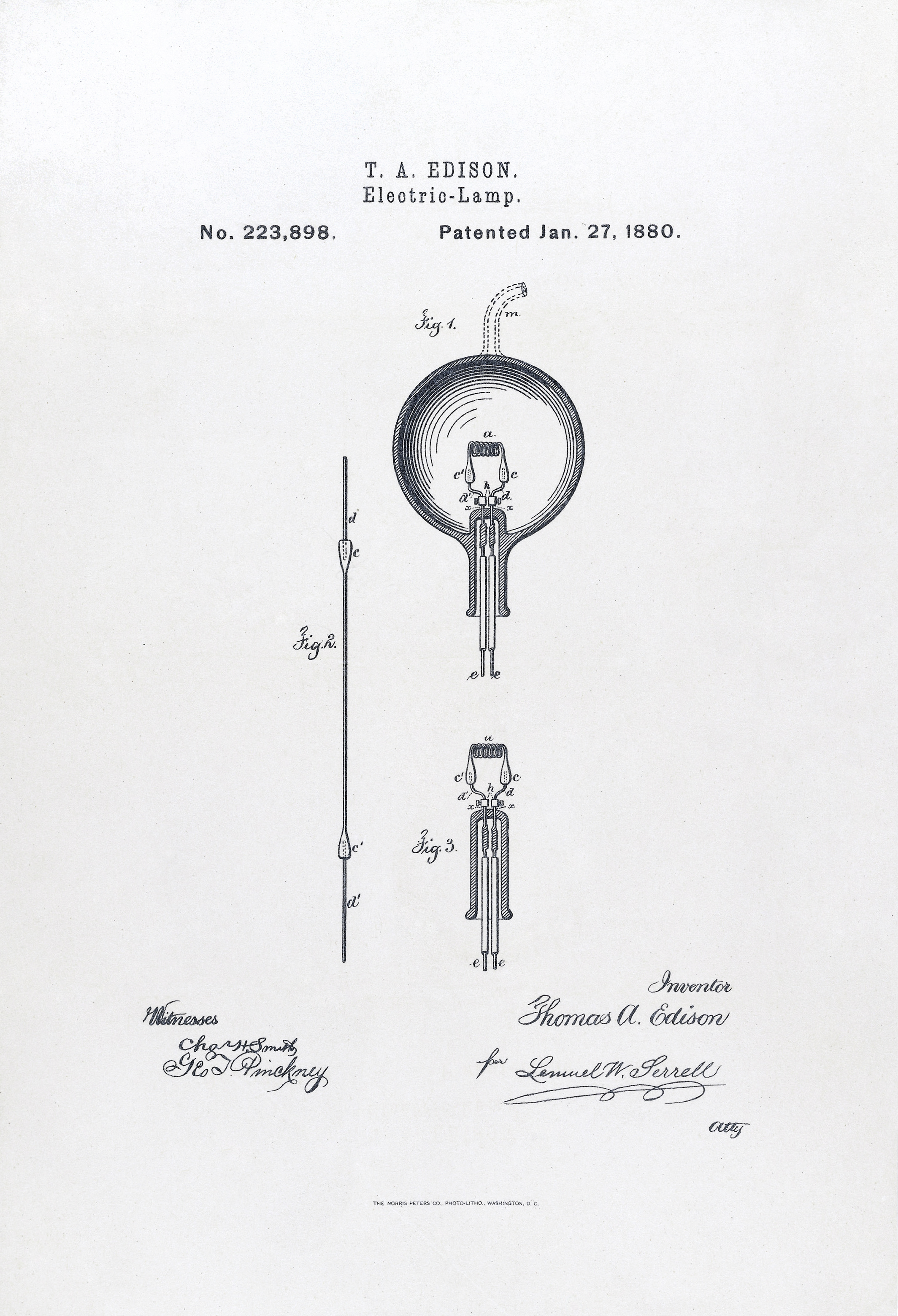
Схема электрической лампочки Эдисона. Патент США 223898 от 27 января 1880 г.

Вторая промышленная революция (или же технологическая революция) — трансформация в мировой промышленности, охватывающая вторую половину XIX и начало XX века. Хотя многие изобретения в области промышленности и были сделаны до её начала, ко второй промышленной революции относят их широкое внедрение в индустрию. Началом её считают внедрение бессемеровского способа выплавки стали в 1860-х годах, а кульминацией — распространение поточного производства и поточных линий. В 1860—1870-х годах технологическая революция быстро охватила Западную Европу, США и Японию.
В отличие от первой промышленной революции, основанной на нововведениях в производстве чугуна, паровых двигателях и развитии текстильной промышленности, технологическая революция происходила на базе производства высококачественной стали, распространении железных дорог, электричества и химикатов. В эпоху второй промышленной революции развитие экономики было преимущественно основано на инновациях (внедрении в производство научных достижений) и концентрации, монополизации капитала.
Сама концепция второй промышленной революции была введена британским социологом Патриком Геддесом в 1915 году, а в 1970-х годах была введена в широкое употребление американским экономистом Дэвидом Лэндисом. Вторую промышленную революцию в США относят к периоду с 1870 по 1947 год, а третью промышленную, или цифровую революцию с 1947 года (изобретение транзистора).

## Характеристика
Вторая промышленная революция ознаменовалась технологическим рывком в металлургии, металлообработке, лёгкой (автоматический ткацкий станок), полиграфической (механический наборный стан) промышленности.
Возникли новые индустрии — электроэнергетика, химическая, нефтяная и нефтехимическая промышленность, автомобилестроение (в 1900 г. в США производители выпускали более 4 тыс. автомобилей в год), производство стали (суммарная выплавка стали возросла за 1870—1900 годы в 20 раз).
В конце XIX века в США изобретен конвейер (система Тейлора), обеспечивший гигантский рост производительности труда.

### Энергетика
Технологические сдвиги второй промышленной революции обусловило изменение энергетической базы производства: паровые машины были вытеснены электрическими и началась электрификация производства, транспорта, быта.
Основой этого процесса стали внедренные в производство изобретения:
- 1867 — динамо-машина (В. Сименс, Германия),
- 1876, 1880 — дуговая лампа (П. Яблочков, Россия), лампа накаливания (Т. Эдисон, США),
- 1877 — электрическая плавильная печь (Т. Эдисон),
- 1878, 1884 — паровая турбина (Г. де Лаваль, Швеция, Ч. Парсонс, Англия),
- 1879 — электрифицированная железная дорога (В. Сименс),
- 1888 — генератор (Т. Эдисон),
- 1891 — трансформатор для передачи энергии на расстояние (Т. Эдисон).

В 1898 году в США, на Ниагаре, была построена первая гидроэлектростанция.

### Двигатели внутреннего сгорания
Рывок в развитии транспорта обеспечило изобретение двигателей внутреннего сгорания (Н. Отто — Германия, 1877; Р. Дизель — Германия, 1893).
В 1883—1885 г. изобретен автомобиль (Г. Даймлер, К. Бенц).

## Основные новшества

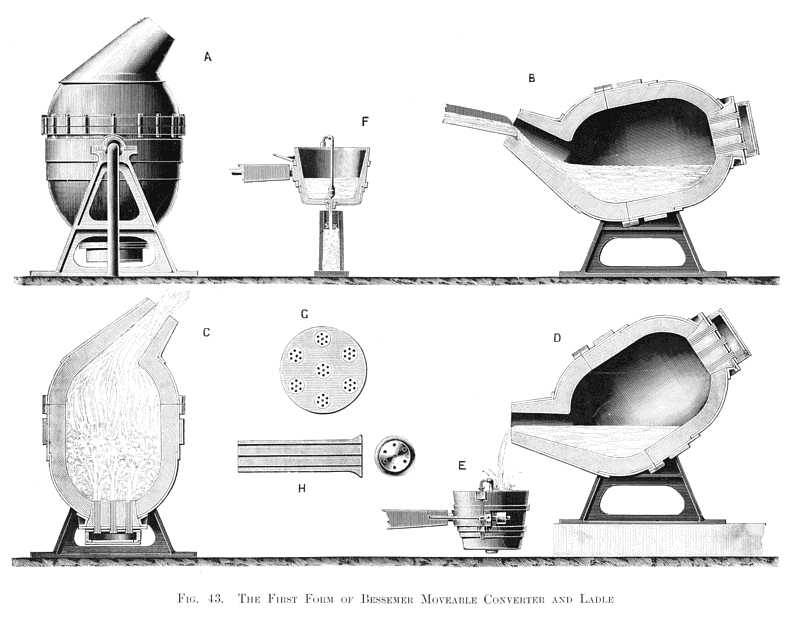
Схема бессемеровского конвертера. Через расплавленный чугун продувают воздух, вызывающий окисление примесей и превращение чугуна в сталь

### Металлургия
Бессемеровский процесс стал первым недорогим способом промышленного производства высококачественной стали. Изобретённый Генри Бессемером, он революционизировал изготовление стали за счёт снижения трудоёмкости и стоимости, что обеспечило массовое производство этого важнейшего материала. Вслед за бессемеровским вскоре появился мартеновский и другие способы выплавки стали.

### Организация производства
Идея стандартизации узлов и механизмов появилась ещё в начале XIX века, прежде всего в оружейном деле. Основанная на внедрении металлорежущих станков, к середине XIX века стандартизация была широко внедрена в США и получила название «американская система производства». Её применение в производстве швейных и сельскохозяйственных машин привело к значительному повышению производительности труда. Происходивший в эпоху второй промышленной революции быстрый рост масштабов промышленных предприятий, на которые привлекали все больше рабочих, привел к разработке системы научной организации труда или «тейлоризма», в честь её основоположника, американского инженера Фредерика Тейлора, который применил концепцию стандартизации не только к механизмам, но и к операциям, производимым людьми. Впоследствии на базе его системы развилась новая дисциплина промышленная инженерия.

### Нефтяная промышленность
Нефтяная промышленность зародилась около 1859 г. в США, где из нефти, добываемой в Пенсильвании, стали делать керосин для ламп. Керосиновые лампы обходились дешевле светильников на растительных и животных жирах и были более распространёнными, чем появившиеся к тому времени в некоторых городах газовые фонари. Лишь к 1890-м годам в уличном освещении начали использовать электричество, а для освещения домов оно начало массово применяться лишь в 1920-х годах. Бензин поначалу был побочным продуктом в производстве керосина, но в начале XX в. он нашёл широкое применение в автомобилях, и для его массового производства с 1911 года (компания «Стандарт-ойл оф Нью-Джерси») начали применять крекинг.

### Другие отрасли промышленности
В производстве бумаги с изобретением бумагоделательной машины лимитирующим фактором стало сырьё и возникла необходимость в переходе от дорогостоящего хлопка к более дешёвому древесному сырью. В 1840-х годах его готовили путём тонкого измельчения древесины, но к 1880-м годам перешли на химические способы обработки древесины.

### Электротехника и электрификация
Электрификация стала основой дальнейшего развития технологической революции к созданию поточных линий и поточного производства. При сборке модели «Форда Т» использовали 32 тысячи станков, большая часть которых работала на электричестве. Генри Форд говорил, что массовое производство было бы невозможно без электричества, потому что именно оно обеспечило работу множества станков и другого оборудования на конвейере. Кроме того электрификация позволила производить многие химикаты с участием электрохимических реакций, в том числе алюминий, хлор, гидроксид натрия и магнезию.

### Транспорт
Во второй половине XIX в. значение железных дорог превзошло роль каналов в транспортной инфраструктуре. Их строительство было облегчено появлением недорогих, длинных и прочных стальных рельсов. Стоимость перевозок в результате упала более чем в 25 раз. Вследствие широкого распространения железных дорог вдоль них возникло множество городов и выросло городское население в целом. Кроме железных города связало и много автомобильных дорог, качество которых было улучшено ещё в эпоху первой промышленной революции, в значительной степени благодаря новаторствам британского инженера Джона Мак-Адама. Сеть дорог с твёрдым покрытием широко распространилась в США и Западной Европе после изобретения велосипеда, ставшего популярным видом транспорта в 1890-е годы. Для борьбы с дорожной пылью с 1910-х начали применять гудрон и асфальт. В кораблестроении появление дешёвой листовой стали позволило металлическим судам с двигателями (паровым и дизелем) окончательно вытеснить деревянные парусники.
Легковой автомобиль с бензиновым двигателем внутреннего сгорания был впервые запатентован Карлом Бенцем в 1886 г. Первый грузовой автомобиль был создан фирмой «Фабрика Готлиба Даймлера» (Gottlieb Daimler-Fabrik) в 1896 г. Первый легковой автомобиль Генри Форда появился в 1896 году, а его «Форд Мотор Компани» была основана в 1903 г. Поначалу автомобиль был дорогим и престижным видом транспорта, но Генри Форд упорно боролся за то, чтобы сделать его массовым и демократичным. Удешевление производства было в конце концов достигнуто благодаря созданию поточной линии. Это был первый пример создания агрегатов из примерно пяти тысяч деталей в масштабах до сотен тысяч и миллионов экземпляров ежегодно. В результате цены на «Форд Т» упали с 780 долларов в 1910 году до 360 долларов в 1916 г.

### Связь и информационные технологии
Электрический телеграф вначале применяли для связи на железных дорогах, но вскоре он стал общим средством связи. Первый коммерческий телеграф Уитстона и Кука был введён в действие в Лондоне в 1837 г. В 1866 году при помощи парохода «Грейт Истерн» британский инженер Брюнель проложил первый долговечный трансатлантический телеграфный кабель. К 1890-м годам международная телеграфная сеть соединяла все крупнейшие города мира. Телефон был впервые запатентован в 1876 г., а радиотелеграф в 1895 г.
Во второй половине XIX — начале XX века были изобретены принципиально новые способы сохранения информации. Революционным изобретением стала звукозапись (фонограф, затем — граммофон и патефон). Хотя фотография была изобретена ещё в начале XIX века, в конце века она претерпела значительные усовершенствования. В 1885 году была создана фотоплёнка, в 1888 году компания Kodak начала выпуск фотоаппаратов для массового (любительского) использования. В 1895 году Братья Люмьер продемонстрировали первый кинофильм.

## Роль науки

Трёхфазное магнитное поле электромотора. Три кабеля порождают переменное магнитное поле, результирующий вектор которого показан стрелками. Трёхфазный ток имеет широкое применение в промышленности

К середине XIX века был заложен фундамент современной химии и термодинамики, а к концу столетия обе эти науки приобрели современное состояние, что в свою очередь позволило заложить фундамент современной физической химии. Развитие этих научных дисциплин стало основой развития химической промышленности и производства анилиновых красителей. Ещё одним следствием развития химии стало совершенствование производства стали, как на стадии обогащения железной руды, так и при создании сплавов стали с хромом, молибденом, титаном, ванадием и никелем. Например, сплав стали с ванадием не подвержен коррозии и имеет повышенную прочность, вследствие чего нашёл применение при производстве автомобилей.
Одним из наиболее важных промышленных приложений неорганической химии стал процесс синтеза аммиака из атмосферного азота, разработанный к 1913 г. и широко внедренный в практику после первой мировой войны. Современное сельское хозяйство существенно зависит от дешёвого азотного удобрения, производимого с помощью этого химического процесса.
Первый газовый (на светильном газе) двигатель внутреннего сгорания, нашедший сравнительно широкое применение, был разработан Жаном Этьеном Ленуаром в 1860 г. Его применяли на небольших предприятиях, для которых мощные паровые машины не были нужны, а малогабаритные паровые машины были неэффективны. Николаус Отто усовершенствовал этот тип двигателя, сделав более компактным и впятеро более эффективным (четырёхтактный цикл), а Готлиб Даймлер и Вильгельм Майбах перевели его на жидкое топливо (бензин) и внедрили искровое зажигание, что позволило, начиная с середины 1880-х, устанавливать его на автомобили, катера и локомотивы. В 1897 году Рудольф Дизель на основе принципов термодинамики разработал и запатентовал дизельный двигатель, значительно более эффективный (на 20-25 %), чем с двигатель с искровым зажиганием. Сначала дизель применяли в качестве стационарного, с 1903 года — в кораблестроении (с 1909 года на подводных лодках), с 1914 года — на локомотивах. После затянувшейся разработки быстроходного вихрекамерного дизеля фирмой К.Бенца, начиная с 1922 г. началась его установка на сельскохозяйственных тракторах, а с 1923 г. — на грузовых автомобилях (с 1936 г. и на легковых), а также на военной технике (танк).
Одним из наиболее важных научных достижений является объединение знаний о свете, электричестве и магнетизме в электромагнитной теории Максвелла. Она стала основой для разработки динамо-машин, электрогенераторов, моторов и трансформаторов, в развитии которых существенную роль сыграли Томас Алва Эдисон (постоянный ток) и Никола Тесла (переменный ток). В 1887 году Генрих Герц исследовал предсказанные Максвеллом электромагнитные волны, что привело к изобретению радио. Для развития радиовещания в 1906—1908 гг. была изобретена электронная лампа, что позволило усиливать радиосигнал и производить все более мощные радиопередатчики. К 1920 г. началось коммерческое радиовещание. Электронная лампа оставалась в широком употреблении до середины XX в., когда её вытеснили транзисторы.
К 1884 г. усовершенствование парового двигателя привело к созданию паровой турбины, которая вначале была применена в кораблестроении, а впоследствии — и в производстве электроэнергии.
Электрификацию называют «самым важным из важнейших инженерных достижений XX в.» В 1886 году электромотор был использован для движения трамвая и к 1889 г. появилось уже более 100 трамвайных линий. К 1920 г. трамвай стал основным городским общественным транспортом. Более мощный электромотор был создан Никола Тесла и другими учёными и изобретателями в 1890-х годах. Он нашёл широкое применение в промышленности. В 1881 году Джозеф Суон для освещения зала театра в Лондоне поставил 1200 ламп накаливания собственного изобретения. Это первый случай, когда все освещение большого публичного здания было полностью электрическим. В это же время электричество начали применять для уличного освещения и на фабриках. Для освещения жилых зданий в крупных городах электричество начали применять в 1920-х годах, а флуоресцентное освещение было предложено для коммерческого использования на Всемирной выставке 1939 г.

## Экономические и социальные последствия
В индустриальных странах период 1870—1890 годов стал эпохой самого бурного экономического роста за всю их историю. Вследствие резкого повышения производительности труда и падения цен на товары массового потребления образ жизни был существенно улучшен. Одновременно из-за замещения рабочих машинами выросла безработица и усилилось социальное расслоение. Множество фабрик, кораблей и другой дорогостоящей собственности морально устарело и потеряло ценность за короткий период времени, что повлекло за собой разорение их владельцев. Однако улучшение транспорта и ускорение товарооборота теперь предотвращало голод в случае неурожая в отдельных регионах.
К 1870 г. паровые машины в качестве двигателей начали вытеснять мускульную энергию животных и людей. Тем не менее, лошади и мулы продолжали использоваться в сельском хозяйстве до появления в конце второй промышленной революции тракторов. Так как паровые машины становились все более эффективными и экономичными, их количество в экономике продолжало увеличиваться, что повлекло за собой увеличение потребления угля.
Увеличение масштабов производства на фабриках вело к дальнейшей урбанизации и появлению многочисленного среднего класса квалифицированных и сравнительно высокооплачиваемых работников, в то время как детский труд постепенно выходил из употребления.
К 1900 г. лидером промышленного роста оказались США (24 % прироста мирового производства). За ними следовали Великобритания (19 %), Германия (13 %), Россия (9 %) и Франция (7 %). Тем не менее в целом лидером индустриализации оставалась Европа (в совокупности 62 %).

## Эпоха технологической революции в США
В последние десятилетия второй промышленной революции США переживали период самого быстрого экономического роста за свою историю. Американская эпоха «позолоченного века» была временем развития тяжёлой промышленности, фабрик, железных дорог и угледобывающей отрасли экономики. Начало её связывают с открытием в 1869 году первой трансконтинентальной железной дороги, по которой люди и грузы могли попасть с восточного побережья в Сан-Франциско за шесть дней. В это время по объёму промышленного производства США обогнали Великобританию и вышли на первое место в мире. Протяжённость железных дорог между 1860 и 1880 гг. выросла втрое, а до 1920 г. увеличилась ещё в три раза. Строительство и эксплуатация железных дорог стимулировали развитие угледобычи и производства стали. Потребность в привлечении капитала и высокая доходность железных дорог способствовали консолидации американского финансового рынка на Уолл-стрит. К 1900 г. концентрация капитала достигла стадии создания крупных корпораций, трестов. Они доминировали в производстве стали, машиностроении, в добыче и переработке нефти и других отраслях. Первой корпорацией с капиталом более миллиарда долларов была «U.S.Steel», созданная финансистом Джоном Морганом в 1901 г. Он скупил и объединил ряд компаний по производству стали, в том числе основанную мультимиллионером Эндрю Карнеги «Carnegie Steel Company». Другими широко известными корпорациями стали Standard Oil Джона Рокфеллера и железнодорожные и пароходные компании Корнелиуса Вандербильта.
Создание крупных предприятий потребовало привлечения большого количества рабочих. Большая часть из них имела низкую квалификацию и выполняла простые повторяющиеся операции под руководством опытных инженеров и технологов. Потребность в рабочих и инженерных кадрах привела к росту стоимости труда и заработной платы. В стране появилось множество инженерных колледжей. Железные дороги и крупные корпорации требовали сложной системы управления, которые нанимали молодых людей в возрасте 18-21 год на низшие должности в своей внутренней иерархии и постепенно повышали их квалификацию и заработную плату до тех пор, пока к 40 годам они не достигали статуса инженера, кондуктора или начальника станции. Аналогичные карьерные схемы применялись на производстве, в сфере финансов и в торговле. Такие служащие вместе с владельцами малого бизнеса составили средний класс, численность которого быстро росла, особенно в городах американского Севера.
С 1860 по 1890 гг. в США было оформлено около 500 000 патентов на новые изобретения, в десять раз больше, чем за предшествующие семьдесят лет. Среди них наиболее известны воздушный тормоз Вестингауза, значительно повысивший безопасность железнодорожного транспорта, линии электропередачи переменного тока, разработанные Тесла и Вестингаузом, электростанции и множество устройств для передачи, распределения и использования электроэнергии, предложенные Томасом Эдисоном и др.

## В Британской империи
Во второй половине XIX в. Великобритания продолжала оставаться лидером промышленного производства. В эту эпоху появление новых продуктов и услуг способствовало процветанию международной торговли вообще и в особенности Британской империи, колонии которой были расположены почти во всех частях света. Сравнительно тихоходные и зависимые от ветров английские парусники были заменены на стальные океанские лайнеры, движимые усовершенствованными паровыми машинами. В то же время по инвестициям в науку и технологии Великобритания отставала от США и Германии, которые стремительно нагоняли её по промышленному развитию.
Выдающиеся учёные, сделавшие максимальный вклад в развитие научной теории электричества, Майкл Фарадей и Джеймс Максвелл, работали в Великобритании. Распространение электрического освещения на Британских островах и затем в Европе было начато усилиями Джозефа Суона, изобретателя британской электрической лампочки. Бессемеровский процесс производства стали также изобрел англичанин Генри Бессемер. Революция в производстве стали способствовала не только появлению кораблей нового типа, распространению железных дорог, электрификации, телеграфной и телефонной связи, но и позволила строить ранее невиданные военные суда, ставшие бронированными плавучими крепостями, которые были оснащены более мощными пушками. Изобретённая англичанином Чарлзом Парсонсом паровая турбина начала вытеснять поршневые системы, применявшиеся на ранних паровых машинах, что позволило ещё более поднять мощность паровых двигателей, а также использовать турбины в электрогенераторах для производства электрического тока. Кроме того, началась разработка танков, впервые испытанных в сражениях первой мировой войны.
Одновременно с положительными сторонами технологическая революция принесла Великобритании и ряду других европейских стран и экономические неурядицы. Появление поточного производства и резкое увеличение производительности труда привело к перепроизводству товаров, которые Великобритания раньше экспортировала и не могла использовать для внутреннего потребления, даже учитывая растущие потребности её заморских территорий. Последовавшее падение цен и экономическую нестабильность в 1873—1896 гг. сменил длительный период депрессии, когда производство уже не приносило высоких доходов и нередко становилось убыточным.
В последней трети XIX века произошёл поворот в промышленной истории Англии, утратившей гегемонию на морях, в торговле и промышленности, удерживаемую в течение двухсот лет. Доля страны в мировом капиталистическом хозяйстве постепенно снижалась: 32 % в 1870 году, 28 % в 1880 году (на первое место вышли США), 22 % в 1890-м, 18 % в 1900-м (в этот момент Англию опередила и Германия), 14 % в 1913-м. Это было вызвано старением производственных фондов и медленным темпом структурных перемен: так, суммарная мощность электростанций накануне Первой мировой войны в Англии в 10 раз уступала США и в 2,5 раза — Германии.

## Промышленная революция в других странах
Образовавшаяся в 1871 году Германская империя была наиболее развитой европейской страной того периода, после Великобритании. Её индустриализация началась позже, и германские капиталы для экономии средств могли использовать британский опыт и британские модели производства. Кроме того, Германия существенно больше Великобритании инвестировала средства в развитие науки, в особенности химии и физики, а объединение германских капиталов в концерны, подобные американским трестам, позволяло использовать экономические ресурсы более эффективно, чем это происходило в Великобритании. По суше германские вооружённые силы теперь перемещались по железным дорогам. Кроме грузовых и пассажирских вагонов появились бронепоезда. После победы над Францией в ходе франко-прусской войны в 1871 г. Германия аннексировала промышленно развитые регионы Эльзаса и Лотарингии, что также усилило её экономический и военный потенциал.
К 1900 г. немецкая химическая промышленность доминировала на мировом рынке синтетических красителей. Три немецких корпорации, BASF, Bayer и Hoechst, наряду с мелкими фирмами производили сотни красителей и к 1913 г. контролировали до 90 % мировой продукции красителей, из которых 80 % шло на экспорт. Кроме красителей эти фирмы производили также биологически активные вещества, фотоплёнку и вещества, производимые электрохимическим способом.
Бельгия, получившая независимость в 1830 году, также стала к этому времени промышленно развитой страной. Компактная по территории, она быстро соединила железными дорогами все свои крупные, в том числе портовые города между собой и с соседними государствами, став крупнейшим транспортным узлом всего региона. В частности, торговые связи Великобритании с континентальной Европой теперь были преимущественно опосредованы бельгийскими торгово-промышленными центрами.

## В Российской империи
В последней трети XIX — начале XX века развитие России шло энергично: прирост населения, увеличение промышленного и сельскохозяйственного производства, вложения государства в народное образование и национальную оборону. По объёму промышленного производства Россия в этот период занимала пятое место в мире и четвёртое в Европе, после США, Германии, Великобритании и Франции.

### Рост производства[43]
В 1890-е годы промышленное производство в России выросло вдвое, а к 1913 году — вчетверо. По темпам роста промышленности к 1913 году Россия вышла на первое место в мире, обогнав Германию и США.
Стоимость машиностроительной продукции с 1894 по 1916 год увеличилась в 4.5 раза.
Опережающими темпами росло электротехническое производство, обусловившее рост потребления меди на треть и свинца на три четверти.
Добыча нефти с 1895 по 1914 год возросла с 338 до 560 млн пудов, что составляло половину мировой добычи.
С 1880 по 1917 год железнодорожная сеть России приросла на 58 215 км, достигнув общей протяжённости 81 116 км. Министерство финансов установило дифференцированную оплату за провоз грузов в зависимости от дальности, чтобы втянуть в товарно-денежный оборот отдалённые районы страны, и обеспечило финансирование строительства двух третей новых дорог.
Главным экспортным товаром России стал хлеб: производство пшеницы с 1898-го по 1912 год выросло на 37,5 % (с 117,5 до 161,7 млн центнеров), а урожайность на 80 % (с 33 до 58 пудов с десятины). Сбор зерна в 1913 году превышал сбор Аргентины, Канады и США вместе взятых. Главным покупателем российского зерна была Англия.
Среднегодовой объём внешней торговли страны увеличился с 1325,2 млн рублей в 1899—1903 годах до 2426,5 млн в 1909—1913 годах и имел устойчивое положительное сальдо. Всего за период Второй промышленной революции Россия экспортировала товаров на 17 млн 435 тыс. рублей, а ввезла на 13 млн 313 тыс. Протекционистские меры по защите собственных производителей позволяли стабильно оплачивать проценты по внешнему долгу и накапливать золотой запас.

### Население
По темпам роста населения Россия в период 1860—1910 гг. опережала все европейские страны. С 1880 года по 1914-й оно выросло с 82 млн до 182 млн человек. Однако свыше 80 % населения России на 1914 год проживало на селе, только 15,3 % составляли горожане. В то время как самая урбанизированная страна Европы — Англия — имела в городах 78 % населения, Франция и США до 40 %, а Германия до 54,3 %.
Общая сумма прямых и косвенных налогов на одного жителя в России была в четыре раза меньше, чем в Англии, и вдвое меньше, чем в Австрии, Франции и Германии.
С 1894-го по 1914 год расходы бюджета на образование выросли в 7 раз. Рост расходов на образование втрое превышал рост расходов на оборону.
Ежегодно в России открывалось 10 тысяч школ, к концу периода их стало 130 тысяч.